# Лукомский, Владислав Крескентьевич
Владисла́в (Влади́мир) Креске́нтьевич Луко́мский (5 [17] июля 1882, Калуга, Российская империя — 11 июля 1946, Москва, СССР) — российский историк-геральдист и генеалог, педагог, член Русского генеалогического общества в Петербурге, Историко-родословного общества в Москве.

## Биография
Происходил из известного княжеского рода, вероятно Гедиминович, брат художника Г. К. Лукомского. Его отец, Крескентий (Кресцентий) Павлович Лукомский, в 1879 году, окончив Петербургский практический технологический институт, получил специальность «инженер-технолог». Начал службу в Калуге, где женился на Леонтине Ивановне Коссовской и где родились сыновья: Владислав и Георгий. В январе 1897 года семья переехала в Орёл, где К. П. Лукомский до января 1903 года служил старшим инженером Губернского земства по дорогам.
Владислав Крескентьевич Лукомский начал обучение в Калужской гимназии в 1892 году. В 1900 году, окончив Орловскую гимназию, он уехал в Москву, где несмотря на интерес к истории, поступил на юридический факультет Московского университета. Осенью 1903 года вся семья переехала в Петербург и 18 ноября 1905 года был получен документ в подтверждение того, что «Владислав Крескентьевич Лукомский, из дворян, римско-католического вероисповедания, окончил Императорский Санкт-Петербургский университет, прослушав курс юридического факультета». В следующем году сам В. К. Лукомский как равноценные отметил два события: 1 июня 1906 года — заключение брака с дочерью книгоиздателя и книготорговца Маргаритой Августовной Циммерман и утверждение его в чине губернского секретаря. В это время он поступил на службу в Департамент герольдии сената, в котором пребывал до 1918 года.

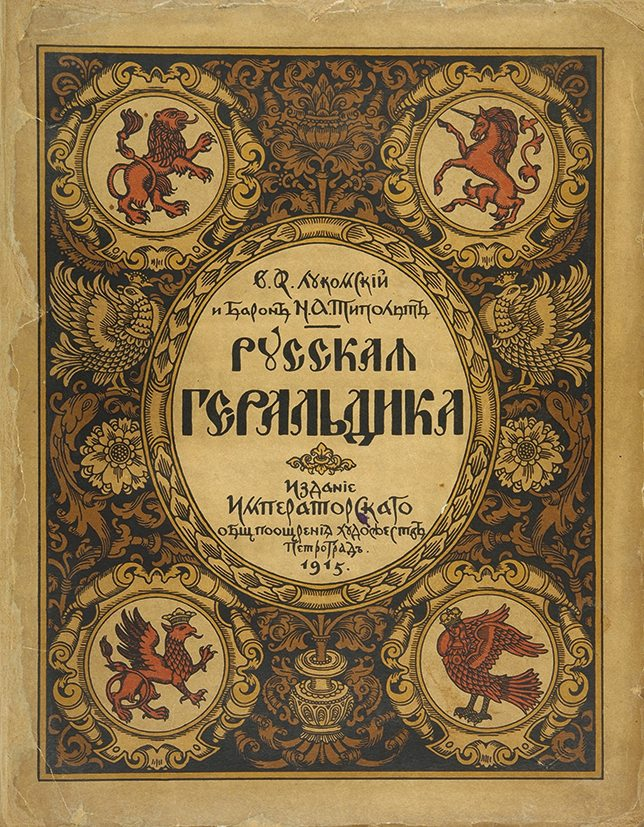

Между тем интерес к истории побудил его окончить в 1909 году Петербургский археологический институт, где в 1912 году он стал читать лекции. С 30 марта 1915 года Лукомский стал управляющим Гербовым отделением сената (с июня 1918 года — управляющий Гербовым музеем при Главном управлении архивным делом). С 31 марта 1918 года В. К. Лукомскому было поручено заведование Царскосельским историческим музеем, а с 30 января 1920 года — историко-бытовым музеем в Фонтанном доме.
В ночь с 24 на 25 марта 1935 года в доме В. К. Лукомского был произведён обыск, учёный был арестован, но после обеда выпущен.
До февраля 1942 года жил в блокадном Ленинграде. В ночь на 7 февраля 1942 года в его ленинградской квартире случился пожар, уничтоживший научную библиотеку Лукомского, которую он собирал на протяжении многих лет. Были утрачены ценные научные издания по геральдике, сфрагистике, палеографии, генеалогии: в общей сложности около 1000 книг. После пожара Лукомский был эвакуирован в Москву. В Москве проживал в доме актрисы МХАТа В. А. Малолетковой. В 1942—1944 — профессор Московского историко-архивного института. В апреле 1944 года ему была присвоена учёная степень доктора исторических наук.
Наталья Фёдоровна Демидова вспоминала: «Лукомский интереснейший человек был. Он вообще был очень напуганный. У него был брат в Англии, эмигрант, а вы сами понимаете, что в те годы иметь родственников за рубежом было опасно. Они долго поддерживали какие-то отношения, потом, по-моему, нет. В то же время Лукомский был человеком с большим чувством собственного достоинства. Держался не особняком, но и не был общительным. Когда наши войска начали освобождать города и освободили Лукомль, он сказал мне на ухо: „Это наша родовая вотчина“. Но документами это не подтверждается…».
Похоронен на Ваганьковском кладбище в Москве.

Могила В. К. Лукомского и В. А. Малолетковой на Ваганьковском кладбище в Москве

## Научная деятельность
Написал и издал ряд исследований по геральдике («О геральдическом художестве» — «Старые годы», 1911, февраль и отдельное издание; «Русская геральдика. Руководство к составлению и описанию гербов». Пг., 1915), ряд справочных изданий («Справочник родов Царства Польского». Спб., 1911; «Малороссийский гербовник. Черниговское дворянство». Спб.,1914), несколько работ по истории гербов и родословных отдельных дворянских родов («Герб рода Романовых». М., 1913; «Несколько слов о гербе Савёловых». М., 1916; «Родословие дворян Митусовых». Спб., 1914) и другие.
Исследовал экслибрисы.

## Труды
- Печать с гербом Ганнибала, арапа Петра Великого // Русский библиофил, 1911. — Т. VIII. — С. 97—99.
- Список лицам, Высочайше пожалованным дипломами с гербами на дворянское достоинство Царства Польского // Лукомский В.К., Тройницкий С.Н. Списки лицам, Высочайше пожалованным дипломами с гербами на дворянское достоинство Всероссийской империи и Царства Польского. — СПб., 1911. — С. 69—79.
- Списки лицам, Высочайше пожалованным дипломами с гербами на дворянское достоинство Всероссийской империи и Царства Польского. / Составили В. Лукомский и С. Тройницкий. — Санкт-Петербург, 1911.
- О геральдическом художестве в России. Санкт-Петербург. Изд. Старые годы 1911 г. 35+8 л. илл.
- Список родам Царства Польского, признанным в дворянском достоинстве с гербами, не внесёнными в Высочайше утвержденный Гербовник. — СПб., 1912. — 13 + 85 + 8 + VI с. [Корректурное издание Департамента Герольдии].
- Гербоведение и герб // Новый энциклопедический словарь Брокгауза и Ефрона. — СПб., 1913. — Т. 13. — Стлб. 153—154.
- Государственный орёл // Новый энциклопедический словарь Брокгауза и Ефрона. — СПб., 1913. — Т.14. — Стлб. 473—474.
- Кострома: Исторический очерк В. К. Лукомского и описание памятников художественной старины Г. К. Лукомского. — СПб.: Издание Общины св. Евгении Красного Креста, 1913. — X, 401, [12] с.
- Русская геральдика. Руководство к составлению и описанию гербов. — Пг., 1915.: Издание Императорского общества поощрения художеств. — 8 н. с., 54 с. с ил., 20 л. табл. (совместно с бароном Н. А. Типольтом)
- Малороссийский гербовник. — СПб., 1914. — 213 с. + LXVII табл. + 12 с. указатель. [Гербы малороссийского дворянства, преимущественно из архива Черниговского дворянского собрания; сведения о владельцах этих гербов. Рисунки Егора Нарбута] (совместно с В. Л. Модзалевским).
- Гербовая экспертиза (случаи и способы применения) // Архивное дело, 1939. — № 1(49).
- Герб как исторический источник // Краткие сообщения о докладах и полевых исследованиях / Ин-т истории материальной культуры. — М., Л., 1947. — Вып. XVII. — С. 49—57.
- Обзор трудов по генеалогии, геральдике и сфрагистике за 1917—1945 гг. // Русский родословец, 2001. — № 1. — С. 70—92.